# Matthieu Flathers
Pour les articles homonymes, voir Flathers.
Matthieu Flathers ou encore Matthieu d'York (alias Matthew Major), (c. 1580, Weston, Yorkshire – 21 mars 1608, York) est un prêtre catholique anglais, accusé  de trahison et exécuté sous le règne de Jacques Ier.

## Biographie
Né dans une famille probablement restée fidèle à l'Église catholique, il décide de devenir prêtre. Obligé de se rendre sur le continent pour sa formation théologique il part en Flandres et s'inscrit au collège anglais de Douai. Il est finalement ordonné à Arras le 25 mars 1606. Trois mois plus tard, il est envoyé à la mission anglaise, mais a été découvert presque immédiatement par les agents du gouvernement; après le complot de la poudre à canon, l'État anglais est particulièrement actif dans la chasse aux prêtres catholiques.
Il est traduit en justice pour avoir reçu des ordres à l'étranger, et condamné à mort. Par un acte de clémence, cette peine est commuée en bannissement à perpétuité; mais après un bref exil, Flathers retourne en Angleterre pour prêcher. Après avoir exercé un ministère pendant une courte période auprès des catholiques du Yorkshire, il est de nouveau appréhendé.
Condamné à York pour avoir été ordonné à l'étranger et avoir exercé des fonctions sacerdotales en Angleterre, Flathers se voit offrir la vie à condition qu'il prête le serment d'allégeance récemment promulgué. Alors que le serment précédant permettait encore aux prêtres catholiques de reconnaître le pape comme autorité spirituelle suprême, le nouveau serment donnait au roi cette autorité, créant un problème de conscience pour ces mêmes catholiques. À la suite de son refus de signer, il est condamné à mort et emmené au lieu commun d'exécution à l'extérieur des remparts de York, où il est "hanged, drawn and quartered".

## Vénération
Reconnu comme un martyr catholique, Matthieu Flathers a été béatifié en 1987 par le pape Jean-Paul II. Il est l'un des quatre-vingt-cinq martyrs d'Angleterre et de Galles béatifié par ce dernier et vénéré par l'Église catholique le 21 mars.